# Mukić
Mukić je hrvatska plemićka obitelj iz Bačke.
Plemstvo su dobili 1832. godine.
Time hrvatska obitelj Mukić u Bačkoj s obzirom na vrijeme stjecanja plemićkog statusa i periodizaciju koja je u svezi sa značajnim događajima iz povijesti bačkog kraja i hrvatskog naroda (od 1446. do 1688., od 1690. do 1699., tijekom 1700–tih, (poslije 1800.) spada u četvrtu skupinu. S njima su u toj skupini obitelji Jakobčić i Josić.
Dala je subotičke gradonačelnike Petra, Šimuna i Janoša Mukića.